# スイジガイ

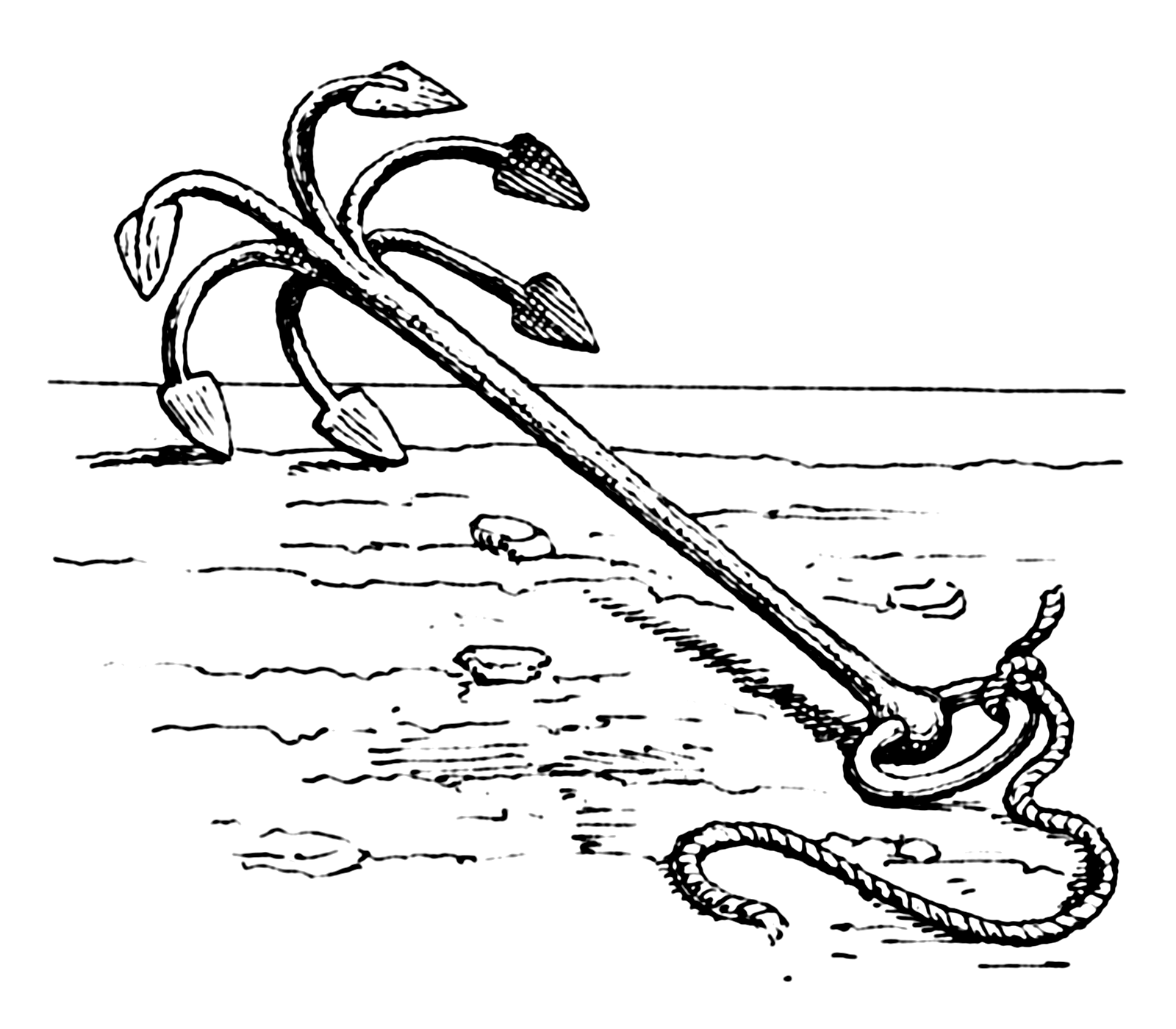
属名の由来となった Harpago（引っ掛け鈎）

スイジガイ（水字貝、学名 Harpago chiragra）は、ソデボラ科（スイショウガイ科）に分類される巻貝の一種。殻長10～30cmほどになる大型種で、6本の突起がある特徴的な貝殻で知られる。インド西太平洋の熱帯～亜熱帯の浅海に生息する。
和名はこの形が漢字の「水」に似ることに由来する。属名はラテン語で鉤縄の先端に付ける引っ掛け鉤（harpago）のこと。種小名はラテン語で手指の痛風（chiragra）の意。 

## 分布
インド西太平洋の熱帯域に広く分布する。日本では紀伊半島以南の沿岸域で見られる。

## 形態
成貝は突起を含めて殻長24cm・幅16cmに達する。貝殻は厚くて硬い。殻口が大きく開き、螺塔の巻きは小さい。貝殻の表面は巻きに沿って大小の螺肋があり、黄白色の地に黒褐色の縞模様が走る。殻口は光沢のあるピンク色で、6つの大きな突起の他に水管と目を外に突き出すための3つの小さな溝がある。
幼貝には突起が無く、同じ科のマガキガイなどに似るが、成貝になると6本の長く尖った角状の突起ができる。

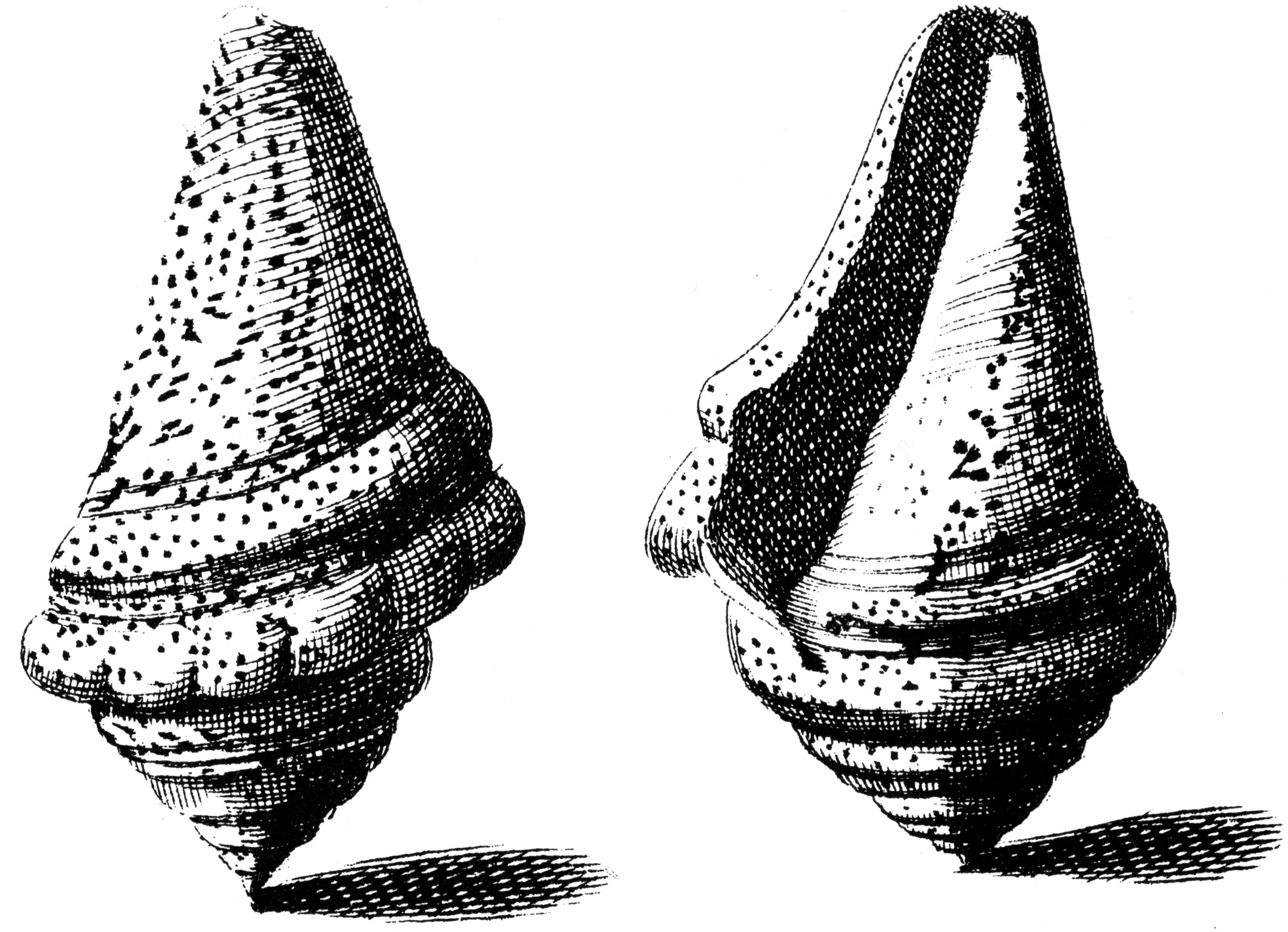
稚貝
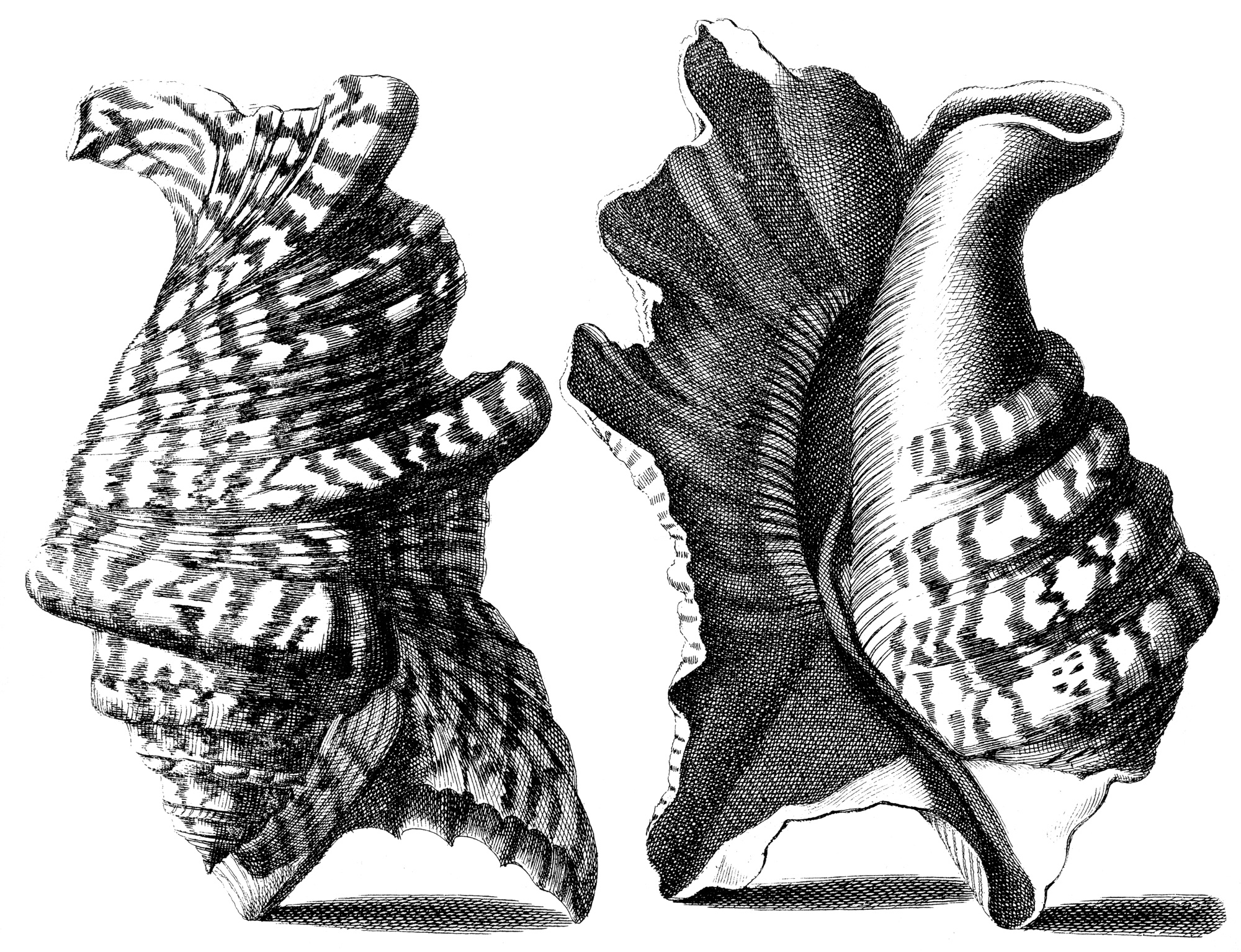
突起形成が始まった頃
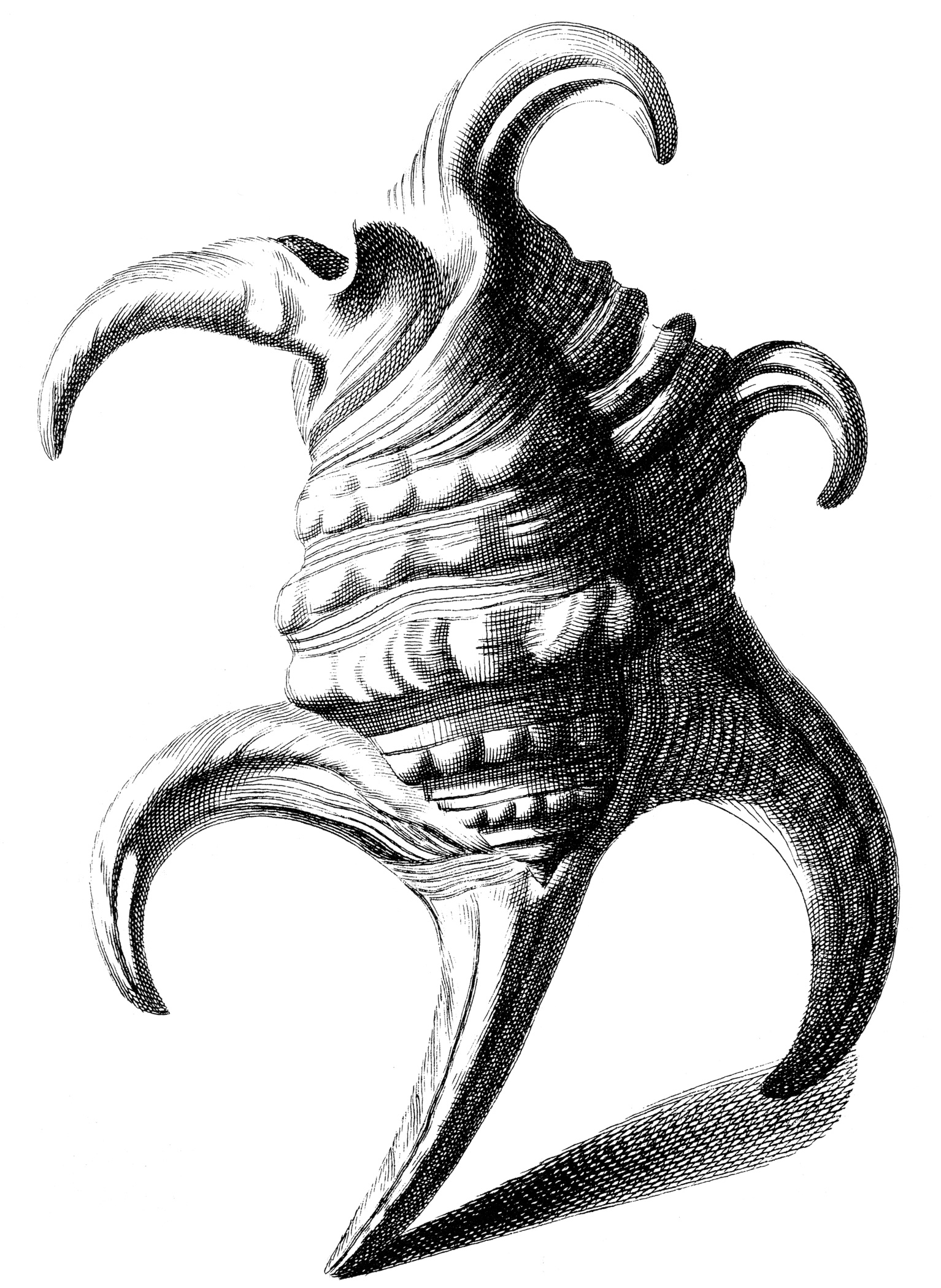
成体

## 生態
浅い海のサンゴ礁や岩礁の砂礫底に生息する。貝殻の配色は鮮やかだが、海中では貝殻の表面に多くの付着生物がつくので、転石などに紛れこみ易い。殻口から水管と目を潜望鏡のように突き出す。移動時には近縁種と同様に蓋を杖のように使って移動する。

## 分類

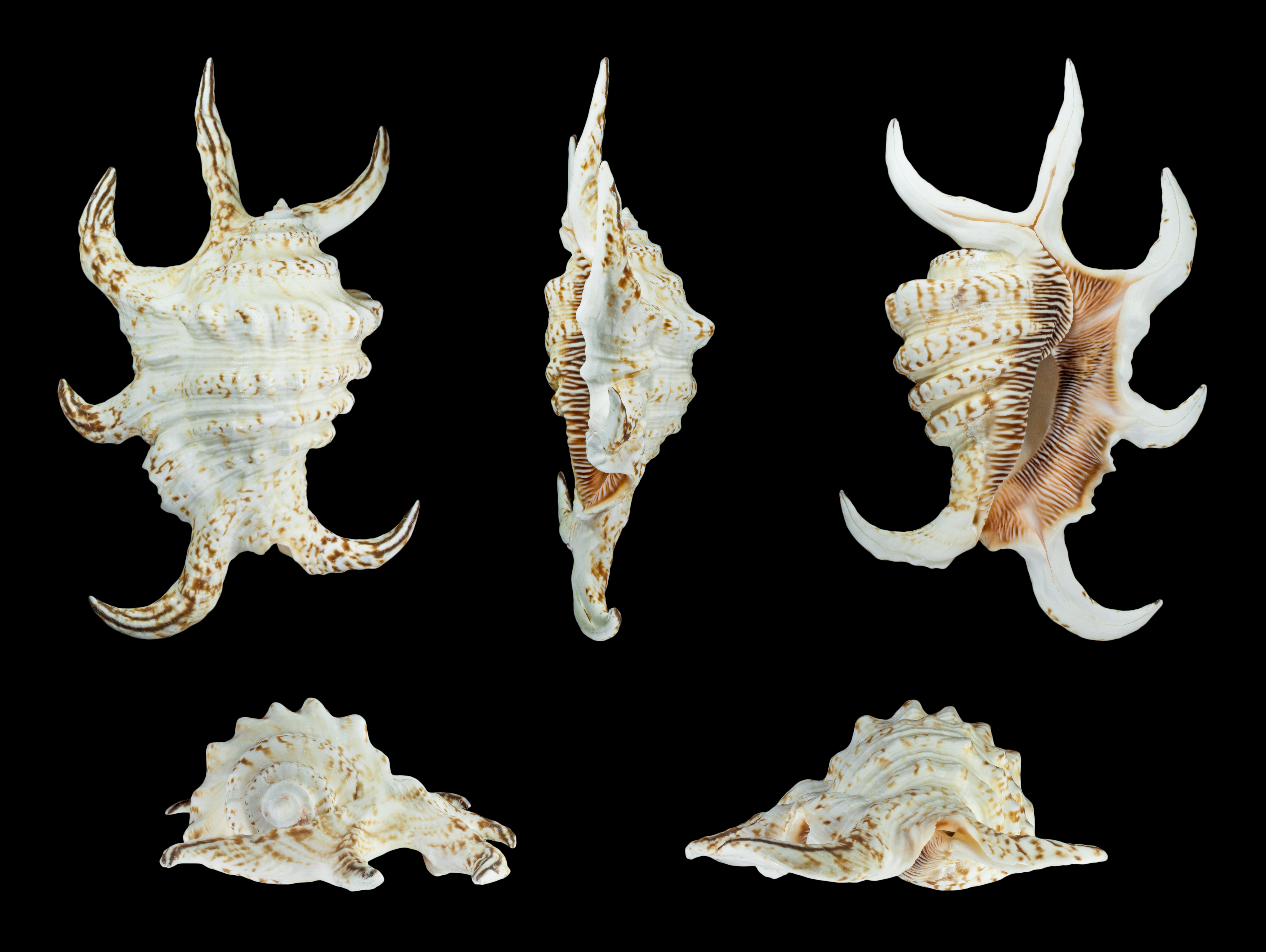
アフリカスイジガイ

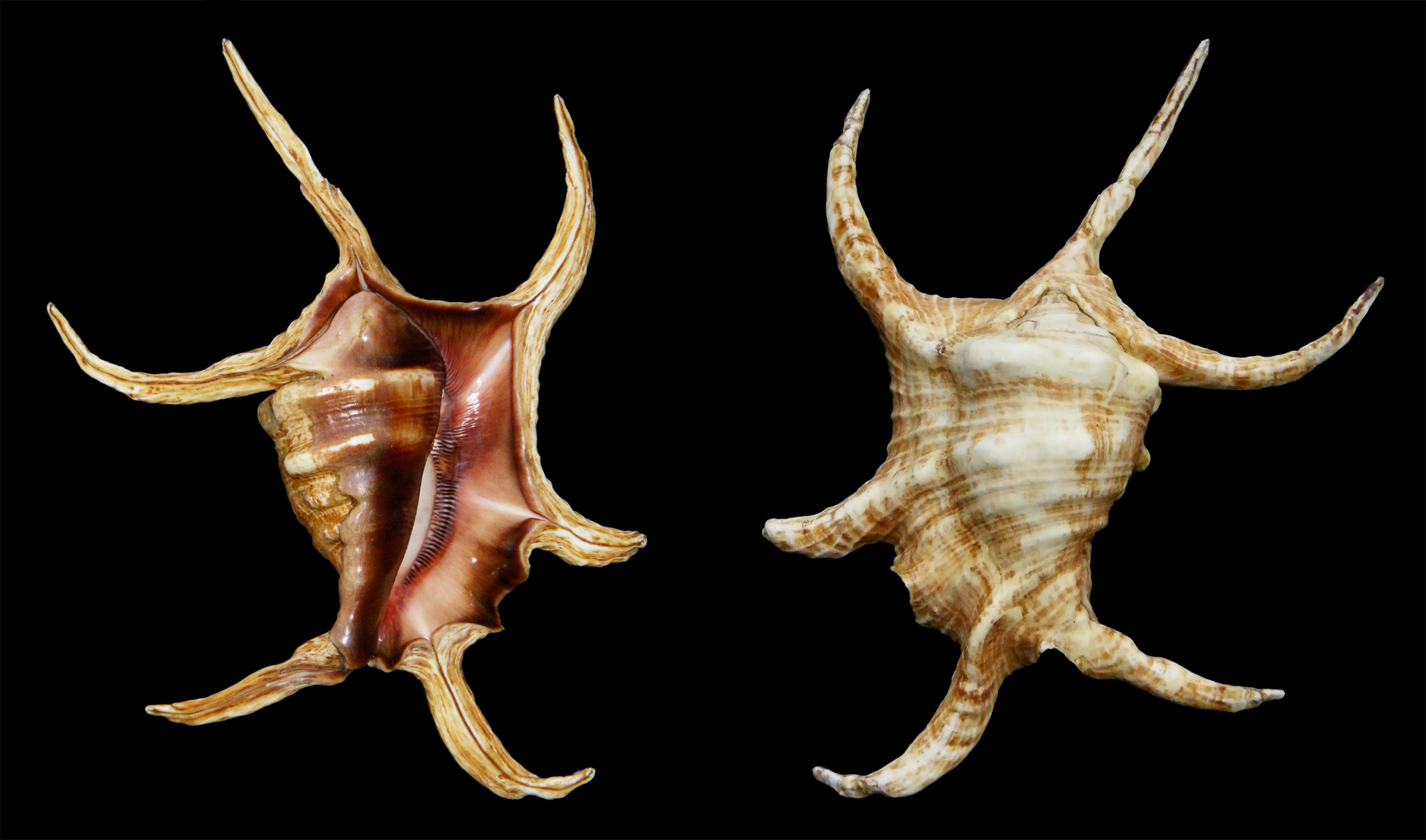
殻口の黒味が強いスリランカ産の個体

スイジガイ属には本種のほか以下のものが知られる。
- アフリカスイジガイ Harpago arthriticus (Röding, 1798)

フィリピン西部からアフリカ東岸に分布。殻口の皺が非常に強く発達し、皺の間の溝が黒く、殻口全体に赤味が少ない。一般にスイジガイより小型。
- シワクチガイ Harpago rugosus (G. B. Sowerby II, 1842)

西太平洋（東部ポリネシアまで）に分布。殻口内面の皺が強く、皺の間が黒くなる。アフリカスイジガイに似るが、皺のある部分以外の殻口内面は赤味が強い。スイジガイの雄の一型と言われたこともあるが、遺伝子解析の結果からは別種と見なされるという。一般にスイジガイより小型。
- インド南部～スリランカには、大型になり、殻の内面の皺が弱く、殻口周縁部が強く黒味を帯びる個体群が知られるが区別はされていない。

## 利用

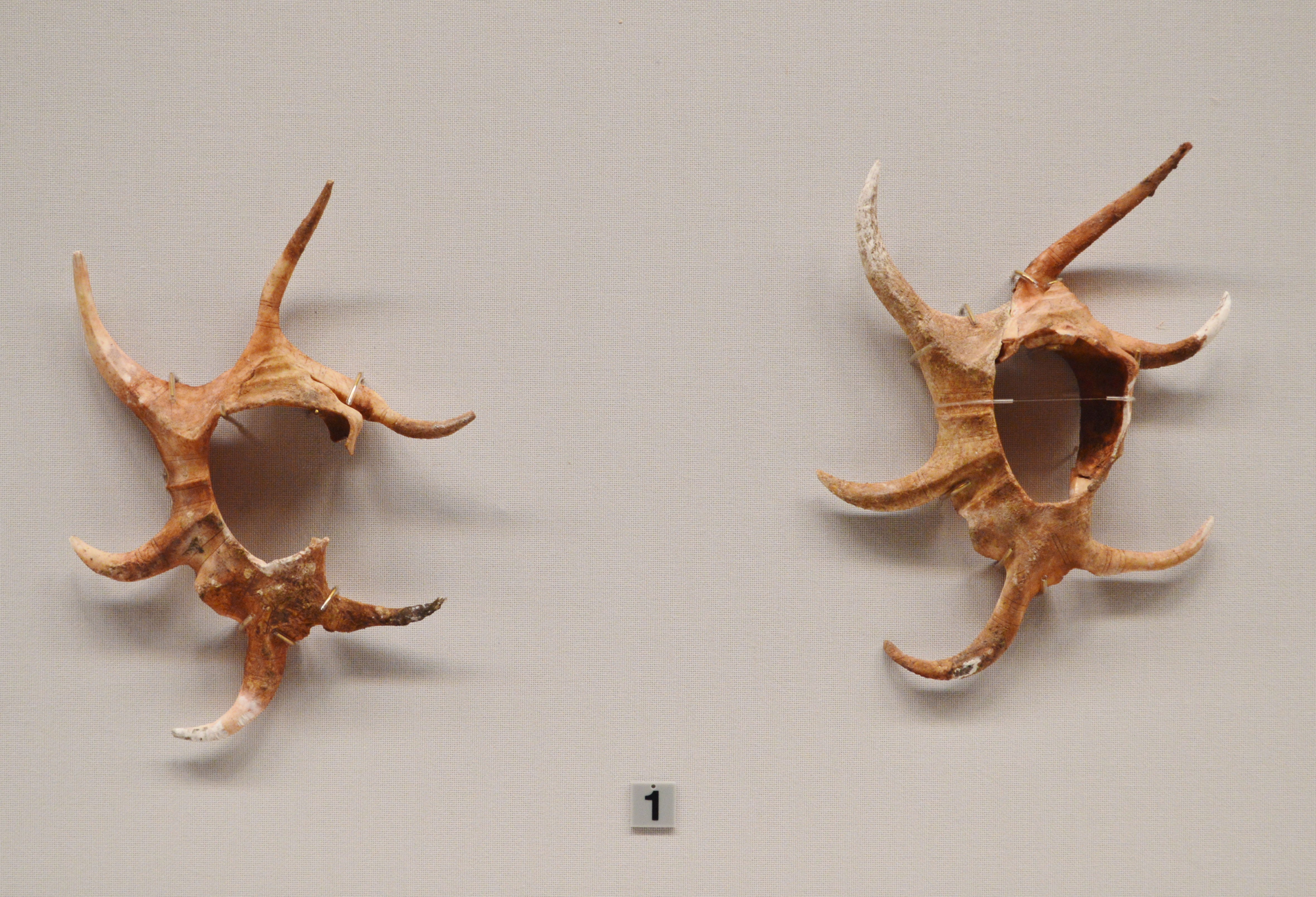
静岡県磐田市・松林山古墳出土のスイジガイ製の貝釧（東京国立博物館）

殻が固くて丈夫なことから、装飾品や貝細工の材料として利用される他、食用にもなる。
沖縄諸島や先島諸島では、先史より装飾品として利用され、現在も土産物として販売されている。
また、火難除けや魔除けとして家の玄関や家畜小屋に吊す風習があり、民家の玄関に今も時折見られる。
沖縄県の名護市と宮古島市においては、シンボル（市の貝）として採用されている。
本州においても古墳の副葬品としてスイジガイ製の貝釧（かいくしろ）が出土している。

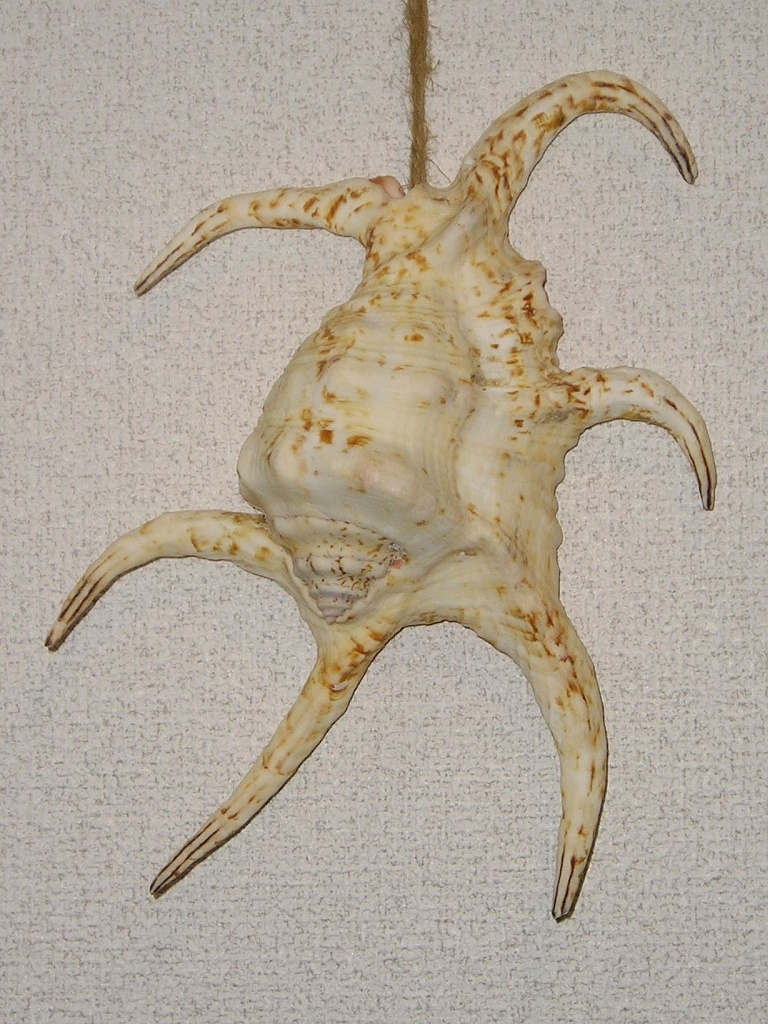
吊るされたスイジガイ 沖縄県城辺町（現宮古島市）